# Península de Fleurieu

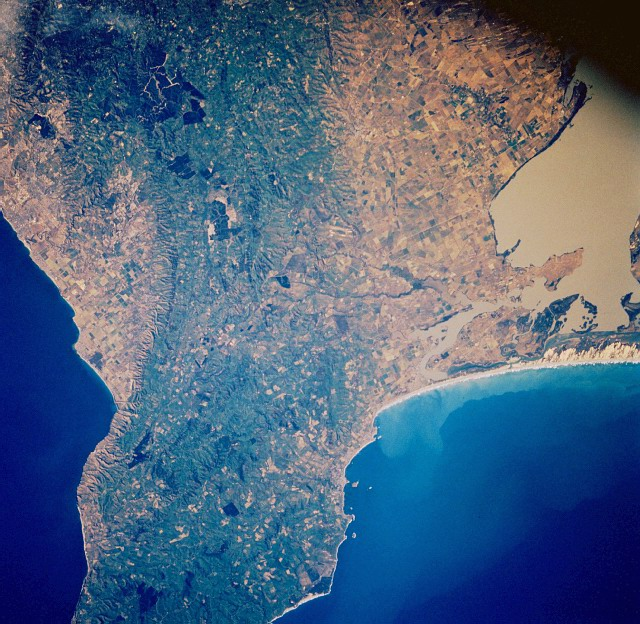
Península de Fleurieu em imagem de satélite, em novembro de 1985

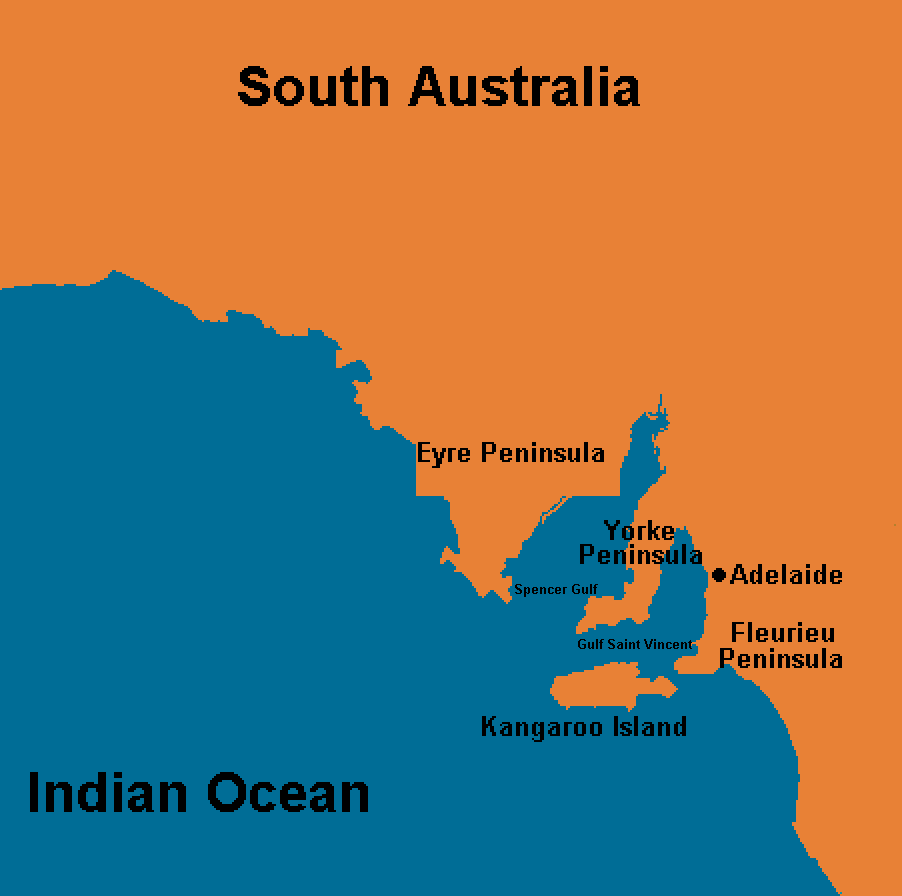
Localização da península na costa da Austrália Meridional

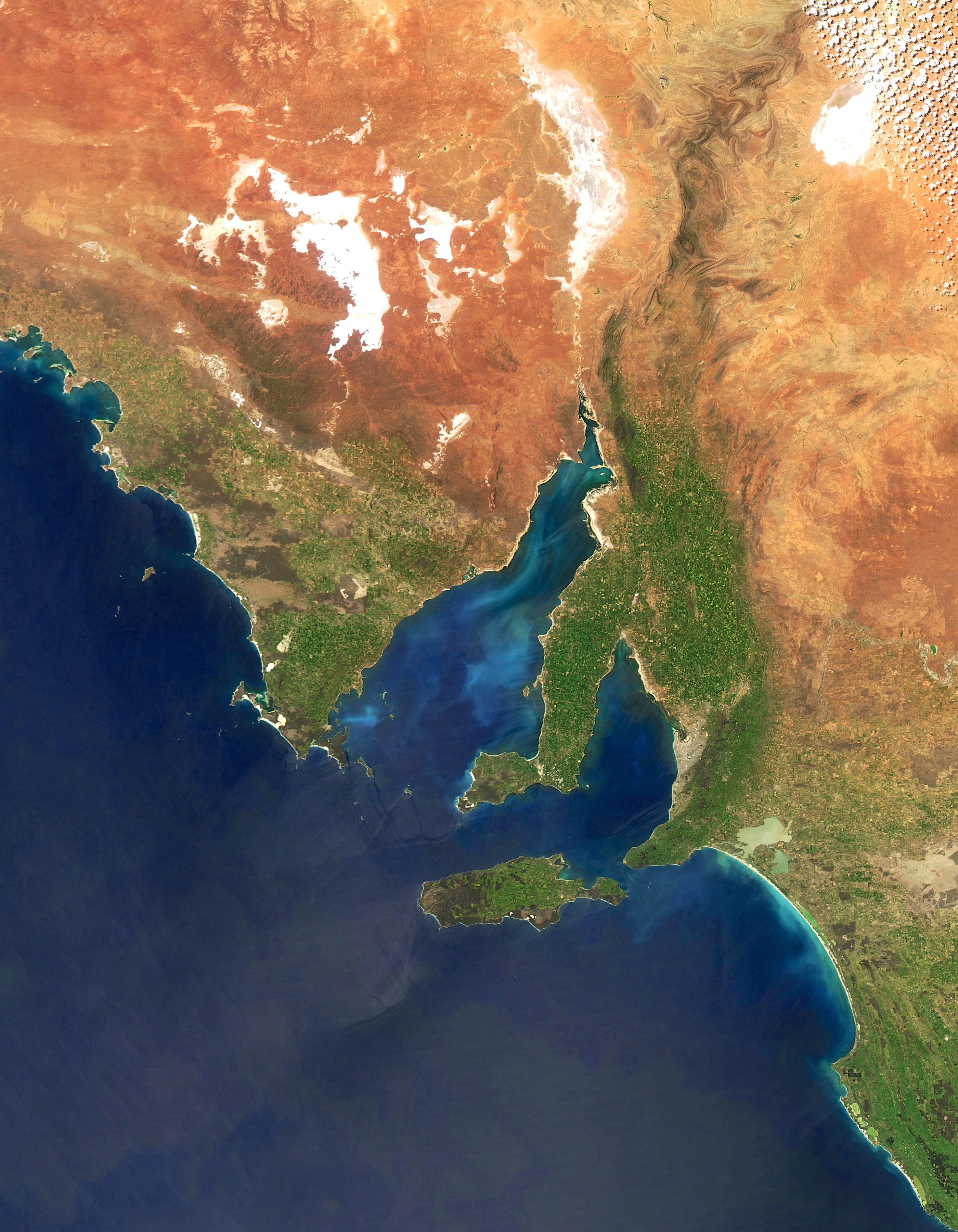
Imagem de satélite da região da península de Fleurieu

A Península de Fleurieu é uma península localizada a sul de Adelaide na Austrália Meridional, Austrália.  Recebeu o seu nome do explorador e hidrógrafo francês Charles Pierre Claret de Fleurieu, dado pelo explorador francês Nicolas Baudin aquando da sua viagem às terras austrais (Expedição Baudin) em 1802.
Entre as localidades de interesse turístico na região incluem-se Victor Harbor, Willunga, Mount Compass, Goolwa, Yankalilla, Rapid Bay e a região vinícola de McLaren Vale. Há surf em Waitpinga e Browns Beach. Um ferryboat liga Cape Jervis, na ponta da península, e a ilha Kangaroo. 